# Fairchild AT-21 Gunner
Fairchild AT-21 là một loại máy bay huấn luyện kíp lái máy bay ném bom của Hoa Kỳ trong Chiến tranh thế giới II.

## Biến thể
- XAT-13
- XAT-14
- XAT-14A
- AT-21
- XBQ-3

## Quốc gia sử dụng
Hoa Kỳ
- Quân đoàn Không quân Lục quân Hoa Kỳ
- Không quân Lục quân Hoa Kỳ

## Tính năng kỹ chiến thuật (AT-21)
Dữ liệu lấy từ The Complete Encyclopedia of World Aircraft
Đặc điểm tổng quát
- Kíp lái: 5
- Chiều dài: 38 ft (11,58 m)
- Sải cánh: 52 ft 8 in (16,05 m)
- Chiều cao: 13 ft 1,25 in (4 m)
- Diện tích cánh: 378 ft² (35,12 m²)
- Trọng lượng rỗng: 8.654 lb (3.925 kg)
- Trọng lượng có tải: 12.500 lb[2] (5.668 kg)
- Trọng lượng cất cánh tối đa: 11.288 lb (5.129 kg)
- Động cơ: 2 × Ranger V-770-11/15, 520 hp (388 kW)  mỗi chiếc

 Hiệu suất bay 
- Tốc độ không vượt quá: knots
- Vận tốc cực đại: 195,5 knot (225 mph, 362 km/h)
- Vận tốc hành trình: 170 knot (196 mph, (315 km/h))
- Tầm bay: 790,7 nm (910 mi, 1.464 km)
- Trần bay: 22.151 ft (6.750 m)
- Vận tốc lên cao: 930 ft/phút (283 m/phút)

Trang bị vũ khí

- 3 súng máy Browning 0.3 in (7,62 mm)